# 外村彰 (国文学者)
外村 彰（とのむら あきら、1964年8月4日 - ）は、日本近代文学研究者。
元は高校教諭で、1994年から研究者を志して大学院に進学。学位は、文学博士（立命館大学・論文博士・2010年）。国立呉工業高等専門学校準教授などを経て、現在安田女子大学文学部教授。
滋賀県東近江市生まれ。立命館大学大学院文学研究科博士課程単位取得退学。約11年間の非常勤講師を経験した後、2010年9月から国立呉工業高等専門学校に赴任。2021年4月から安田女子大学に着任。
主として岡本かの子や室生犀星を研究し、昭和の詩歌や地域文芸についても考究している。
ポトナム短歌会会員（2005～2015、2017～現在に至る）
近江詩人会会友（2006～現在に至る）

## 略歴
1964年8月4日、滋賀県東近江市生まれ。 1989年4月、近江兄弟社高等学校教諭。2000年4月、大阪産業大学非常勤講師。2002年4月、立命館大学非常勤講師。2004年4月、佛教大学文学部非常勤講師。2007年4月、滋賀大学教育学部非常勤講師。 2010年9月、国立呉工業高等専門学校準教授。2015年4月、国立呉工業高等専門学校教授。2021年4月、安田女子大学文学部教授。

## 著書
- 『近江の詩人　井上多喜三郎』サンライズ出版2002
- 『岡本かの子の小説〈ひたごころ〉の形象』おうふう2005
- 『念ふ鳥　詩人 高祖保』龜鳴屋2009
- 『岡本かの子　短歌と小説 ―主我と没我と―』おうふう2011
- 『犀星文学　いのちの呼応 ―庭といきもの―』鼎書房2012
- 『犀星文学　女ひとの形象』龜鳴屋2022
- 『多喜さん漫筆　詩人井上多喜三郎のこと』龜鳴屋2022
- 『歌集　ふりかえる』三人社2024 （著者名：秋村明彦）
- 『新しい短歌鑑賞第一巻　与謝野晶子 岡本かの子』晃洋書房2005 （木股知史と共著）
- 『日本語表現法 ―書く技術・話す技術―』樹村房2005 （西尾宣明編・水原道子・平田祐子・奈良崎英穂・箕野聡子・苅野正美と共著）
- 『牛窓　詩人高祖保生家　念ふ鳥　補記』龜鳴屋2020 （小幡英典〔写真〕と共著）

## 編書
- 『外村繁書誌稿』五個荘町教育委員会1998
- 『伊藤茂次詩集　ないしょ』龜鳴屋、2007
- 『高祖保書簡集　井上多喜三郎宛』龜鳴屋2008
- 『撩亂の牡丹　かの子未刊随筆集』菁柿堂2010
- 『外地の人々 ―〈外地〉日本語文学選―』龜鳴屋2011 （木村一信監修）
- 『もくはんのうた　高橋輝雄作品集』龜鳴屋2012
- 『多喜さん詩集』龜鳴屋2013
- 『コレクション・都市モダニズム詩誌24  京都のモダニズムⅠ』ゆまに書房2013 （和田博文監修）
- 『庭柯のうぐひす　高祖保随筆集』龜鳴屋2014
- 『高祖保集　詩歌句篇』龜鳴屋2015
- 『第三次『椎の木』復刻版』全十一巻別冊一　三人社2017～2018
- 『せとうち文学叢書　呉・江田島・芸南編 Ⅰ　明治・大正・昭和集』同叢書刊行会2017
- 『せとうち文学叢書　呉・江田島・芸南編 Ⅲ　本地正輝「群生」』同叢書刊行会2018
- 『井上多喜三郎主宰『月曜』復刻版』龜鳴屋2018
- 『せとうち文学叢書　呉・江田島・芸南編 Ⅱ　宮地嘉六集』同叢書刊行会2018
- 『せとうち文学叢書　呉・江田島・芸南編 Ⅳ　本地正輝／亀屋原徳集』同叢書刊行会2019
- 『せとうち文学叢書　呉・江田島・芸南編 Ⅴ　濱丘浪三「芸南幽鬼洞」』同叢書刊行会2019
- 『せとうち文学叢書　呉・江田島・芸南編 Ⅵ　若杉慧「エデンの海」』同叢書刊行会2020
- 『せとうち文学叢書　呉・江田島・芸南編 Ⅶ　田中小実昌集』同叢書刊行会2020
- 『せとうち文学叢書　呉・江田島・芸南編 Ⅷ　昭和戦後集』同叢書刊行会2020
- 『新編　嘉六集』龜鳴屋2020
- 『新編 ひたむきな人々 ―近代小説の情熱家たち―』龜鳴屋2021
- 『昭和の文学を読む　内向の世代までをたどる』ひつじ書房2022
- 安田女子大学文学部日本文学科内 日本文学科ブランディング委員会編『広島ゆかりの文学 まほろば文学選集 第二輯』同会2023
- 安田女子大学文学部日本文学科内 日本文学科ブランディング委員会編『言葉さがしの旅 まほろば文学選集第三輯』同会2024
- 『「むき」な人々 ―近代小説の意地張り派たち―』龜鳴屋2024
- 『安田女子大学言語文化研究叢書23 淡雪 故郷は ―外村繁文学叢書―』安田女子大学実践教育研究所2024
- 編著 安田女子大学日本文学科ブランディング委員会編『ことの葉しらべ まほろば文学選集第四輯』同会2025

## 共編著
- 滋賀県高等学校国語教育研究会編『近江の文学』京都カルチャー出版1994
- 『井上多喜三郎全集』同全集刊行会2004 （田村修一と共編）
- 日本近代文学会関西支部・滋賀近代文学事典編集委員会編『滋賀近代文学事典』和泉書院2008（編集委員243項目、付録執筆）
- 『ひたむきな人々 ―近代小説の情熱家たち―』龜鳴屋2009 （木田隆文・田村修一・橋本正志と共編）
- 『したむきな人々 ―近代小説の落伍者たち―』龜鳴屋2010 （荒島浩雅・龜鳴屋と共編）
- 『大野新全詩集』砂子屋書房2011 （苗村吉昭と共編　以倉紘平監修）
- 『芥川と犀星』おうふう2012 （足立直子・金泯芝・田村修一・橋本正志・渡邊浩史と共編）
- 『太宰とかの子』おうふう2013 （三谷憲正・野田直恵・渡邊浩史・金泯芝と共編　二〇五頁）
- 『近代童話(メルヘン)と賢治』おうふう2014 （信時哲郎・古澤夕起子・辻本千鶴・森本智子と共編）
- 『木村一信先生追悼　論考と回想』同刊行会2016 （橋本正志・東口昌央と共編）
- 『谷崎と鏡花』おうふう2017 （須田千里・三品理絵・大木志門・荒井真理亜と共編）
- 『詩の立会人　大野新 随筆選集』サンライズ出版2020 （苗村吉昭と共編）

## 関連研究者
- 木村一信